# Remila
Remila est une commune de la wilaya de Khenchela en Algérie.

## Histoire

### Personnalités
- Hamid Benchaar,  écrivain et natif de la ville.
- Belkacem Benchaar,  chahid et natif de la ville.